# Semashkoknausen
Semashkoknausen är en kulle i Antarktis. Den ligger i Östantarktis. Norge gör anspråk på området. Toppen på Semashkoknausen är 1 403 meter över havet.
Terrängen runt Semashkoknausen är varierad. Trakten är obefolkad. Det finns inga samhällen i närheten. 